# Districtul Chom Thong, Chiang Mai
Chom Thong (în thailandeză จอมทอง) este un district (Amphoe) din provincia Chiang Mai, Thailanda, cu o populație de 66.353 de locuitori și o suprafață de 712,297 km².